# Banneville-la-Campagne
Banneville-la-Campagne är en kommun i departementet Calvados i regionen Normandie i norra Frankrike. Kommunen ligger i kantonen Troarn som ligger i arrondissementet Caen. År 2022 hade Banneville-la-Campagne 188 invånare.

## Befolkningsutveckling
Antalet invånare i kommunen Banneville-la-Campagne
Referens: INSEE